# Premio Guldbagge per la miglior attrice non protagonista

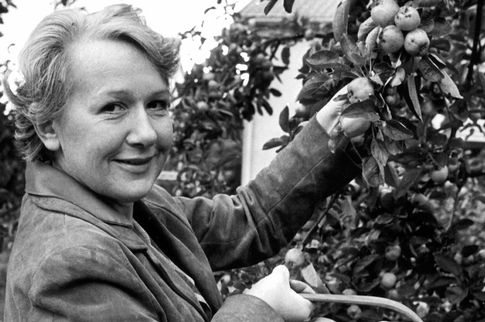
Sif Ruud è stata la prima vincitrice del premio

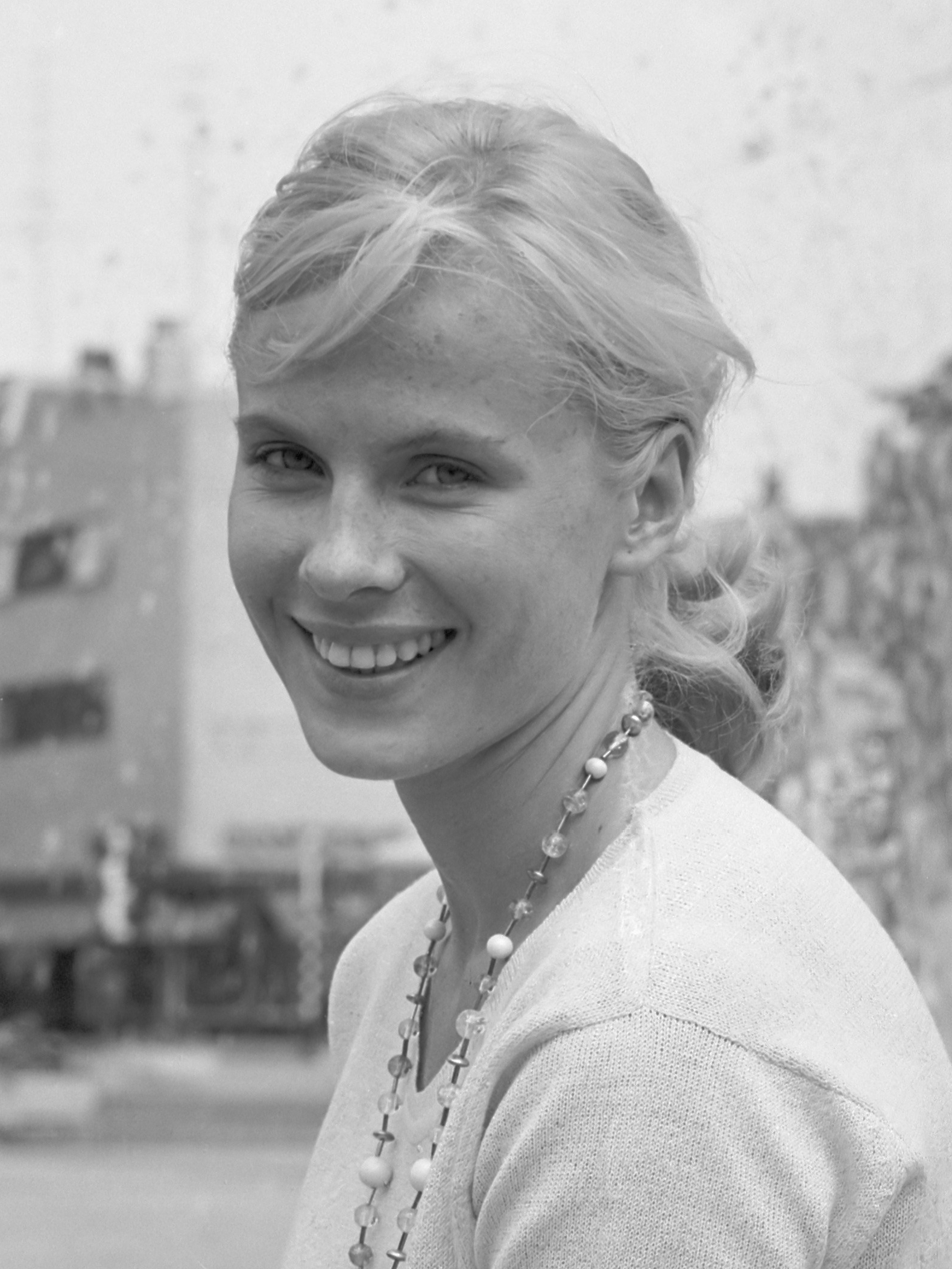
Bibi Andersson detiene il record di vittorie con tre premi

Il Premio Guldbagge per la miglior attrice non protagonista (Guldbaggen för bästa kvinnliga biroll) è un premio assegnato annualmente dal 1995 nell'ambito del premio svedese di cinematografia Guldbagge alla migliore attrice di supporto dell'anno di produzione nazionale.

## Albo d'oro
I vincitori sono indicati in grassetto, a seguire gli altri candidati.

### Anni 1990-2000
- 1995: - Sif Ruud - Stora och små män e Pensione Oskar (Pensionat Oskar)
  - Birgitta Andersson - Jönssonligans största kupp
  - Frida Hallgren - 30:e november
- 1996: - Lena Endre - Jerusalem
  - Viveka Seldahl - Juloratoriet
  - Chatarina Larsson - Nu är pappa trött igen
- 1997: - Tintin Anderzon - Adam & Eva
  - Gerd Hegnell - Rika barn leka bäst
  - Lena Endre - Svenska hjältar
- 1998: - Maria Langhammer - Hela härligheten
  - Lena Granhagen - Glasblåsarns barn
  - Lena B. Eriksson - Veranda för en tenor
- 1999: - Pernilla August - Där regnbågen slutar
  - Jessica Zandén - Tomten är far till alla barnen
  - Källa Bie - Vuxna människor

### Anni 2000-2009
- 2000: - Bibi Andersson - Det blir aldrig som man tänkt sig
  - Aminah Al Fakir - Vingar av glas
  - Cecilia Nilsson - Den bästa sommaren
- 2001: - Carina M. Johansson - Leva livet
  - Cecilia Frode - Syndare i sommarsol
  - Maria Lundqvist - Sprängaren
- 2002: - Cecilia Frode - Klassfesten
  - Marie Göranzon - Alla älskar Alice
  - Gunilla Röör - Beck – Sista vittnet
- 2003: - Bibi Andersson - Elina (Näkymätön Elina)
  - Marie Richardson - Alle prime luci dell'alba (Om jag vänder mig om)
  - Pernilla August - Alle prime luci dell'alba (Om jag vänder mig om)
- 2004: - Kajsa Ernst - L'amore non basta mai (Masjävlar)
  - Ann Petrén - L'amore non basta mai (Masjävlar)
  - Ingela Olsson - As It Is in Heaven (Så som i himmelen)
- 2005: - Ghita Nørby - Fyra veckor i juni
  - Tuva Novotny - Bang Bang Orangutang
  - Sofia Westberg - Mun mot mun
- 2006: - Lia Boysen - Sök
  - Lena Endre - Göta kanal 2 – Kanalkampen
  - Lena Nyman - Att göra en pudel
- 2007: - Bibi Andersson - Arn - L'ultimo cavaliere (Arn - Tempelriddaren)
  - Maria Lundqvist - Den nya människan
  - Gunilla Nyroos - Nina Frisk
- 2008: - Maria Lundqvist - Himlens hjärta
  - Amanda Ooms - Maria Larssons eviga ögonblick
  - Marie Robertson - Rallybrudar
- 2009: - Anki Lidén - I taket lyser stjärnorna
  - Tova Magnusson-Norling - Flickan
  - Annika Hallin - I taket lyser stjärnorna

### Anni 2010-2019
- 2010: - Outi Mäenpää - Beyond (Svinalängorna)
  - Tehilla Blad - Beyond (Svinalängorna)
  - Cecilia Forss - I rymden finns inga känslor
- 2011: - Cecilia Nilsson - Simon och ekarna
  - Helena Bergström - Någon annanstans i Sverige
  - Liv Mjönes - Kyss mig
- 2012: - Ulla Skoog - Dom över död man
  - Leonore Ekstrand - Avalon
  - Yohanna Idha - Katinkas kalas
- 2013: - Anna Bjelkerud - Hotell
  - Mira Eklund - Hotell
  - Josefin Neldén - Känn ingen sorg
- 2014: - Anita Wall - Hemma
  - Ruth Vega Fernandez - Gentlemen
  - Fanni Metelius - Forza maggiore (Turist)
- 2015: - Eva Melander - Flocken
  - Amy Deasismont - My Skinny Sister (Min lilla syster)
  - Bahar Pars - Mr. Ove (En man som heter Ove)
- 2016: - Sadžida Šetić - Min faster i Sarajevo
  - Ia Langhammer - Flykten till framtiden
  - Liv Mjönes - Den allvarsamma leken
  - Svetlana Rodina Ljungkvist - Hundraettåringen som smet från notan och försvann
- 2017: - Julia Kijowska - Jordgubbslandet
  - Gizem Erdogan - Dröm vidare
  - Maria Heiskanen - Korparna
  - Mia Erika Sparrok - Sami Blood (Sameblod)
- 2018: - Lena Nilsson - Videomannen
  - Sissela Benn - Sune vs Sune
  - Maria Bonnevie - Unga Astrid
  - Trine Dyrholm - X & Y
- 2019: - Bianca Cruzeiro - Aniara
  - Evin Ahmad - Ring mamma!
  - Alba August - Quick
  - Sissela Benn - Sune – Best Man

### Anni 2020-2029
- 2020: - Lena Endre - Min pappa Marianne
  - Marie Göranzon - Se upp för Jönssonligan
  - Eva Melander - Inland
  - Marianne Mörck - Nelly Rapp – Monsteragent
- 2021: - Jennie Silfverhjelm - Sagan om Karl-Bertil Jonssons julafton
  - Sofia Helin - Utvandrarna
  - Liv Mjönes - Tigrar
  - Carla Sehn - Sagan om Karl-Bertil Jonssons julafton
- 2022: - Dolly de Leon - Triangle of Sadness
  - Marika Lindström - Bränn alla mina brev
  - Liv Mjönes - Tack för senast
  - Carla Sehn - Stammisar
- 2023: - Anja Lundqvist - Tillsammans 99
  - Ia Langhammer - Grazie. E scusa. (Tack och förlåt)
  - Jessica Liedberg - Tillsammans 99
  - Jacqueline Ramel - Syndabocken
- 2024: - Eva Melander - Trouble (Strul)
  - Lisa Carlehed - Den svenska torpeden
  - Andrea Edwards - Hypnosen
  - Liv Mjönes - Så länge hjärtat slår